# 수빈운수
수빈운수는 서울특별시 구로구의 마을버스회사이다. 1999년 설립되었으며, 사무실과 차고지는 서울특별시 구로구에 있으며 구로11번만 수현운수로 다니고 있다.

## 운행 노선
- ● 구로10번: 대림역 ~ 구일역 (구 구로마을 15-26번)
- ● 구로12번: 개봉역 ~ 거성아파트 (구 구로마을 15-13번)
- ● 구로13번: 구로1동주민센터 ~ 연예인아파트 (구 구로마을 15-18번)

## 보유 차량
- 자일대우버스 - 자일대우 레스타, 자일대우 BS090 뉴 로얄미디
- 현대자동차 - 현대 그린시티
- 범한자동차 - E-SKY 9